# Сельское поселение Артюшкино
Сельское поселение Артюшкино — муниципальное образование в Шенталинском районе на северо-востоке Самарской области.
Административный центр — село Артюшкино.

По территории протекает река Большая Тарханка, проходят железная дорога Москва - Ульяновск - Уфа и автодорога Челно-Вершины - Шентала.

## Административное устройство
В состав сельского поселения Артюшкино входят:
- село Артюшкино,
- посёлок Большая Тархановка,
- железнодорожный разъезд Кондурча,
- деревня Костюнькино,
- хутор Рыжевой.